# Malacka (stad)
Malacka (malajiska: Bandar Melaka) är huvudstad i delstaten Malacka i västra Malaysia. Den är samtidigt administrativ huvudort för ett av delstatens distrikt, Melaka Tengah. Befolkningen uppgick till 151 082 invånare vid folkräkningen 2000.
Staden är belägen vid Malackasundet på den södra delen av Malackahalvön, och blev ett världsarv 2008 tillsammans med George Town.

## Historia
Staden var huvudstad i Malackasultanatet och var centrum för den malajiska världen på 1400- och 1500-talet, efter att malajerna flyttat över från Sumatra, och var den mest utvecklade delen av Malackahalvön innan portugiserna intog den år 1511. Århundraden av kolonisering av portugiser, holländare och britter såväl som utvecklingen av Peranakakulturen har gjort sina avtryck i stadens arkitektur.
Efter andra världskriget ledde antikoloniala stämningar, framväxta bland malajiska nationalister, till förhandlingar med britterna och slutligen självständighetsförklaringen av Tunku Abdul Rahman den 20 februari 1956 i Malacka.

## Bildgalleri

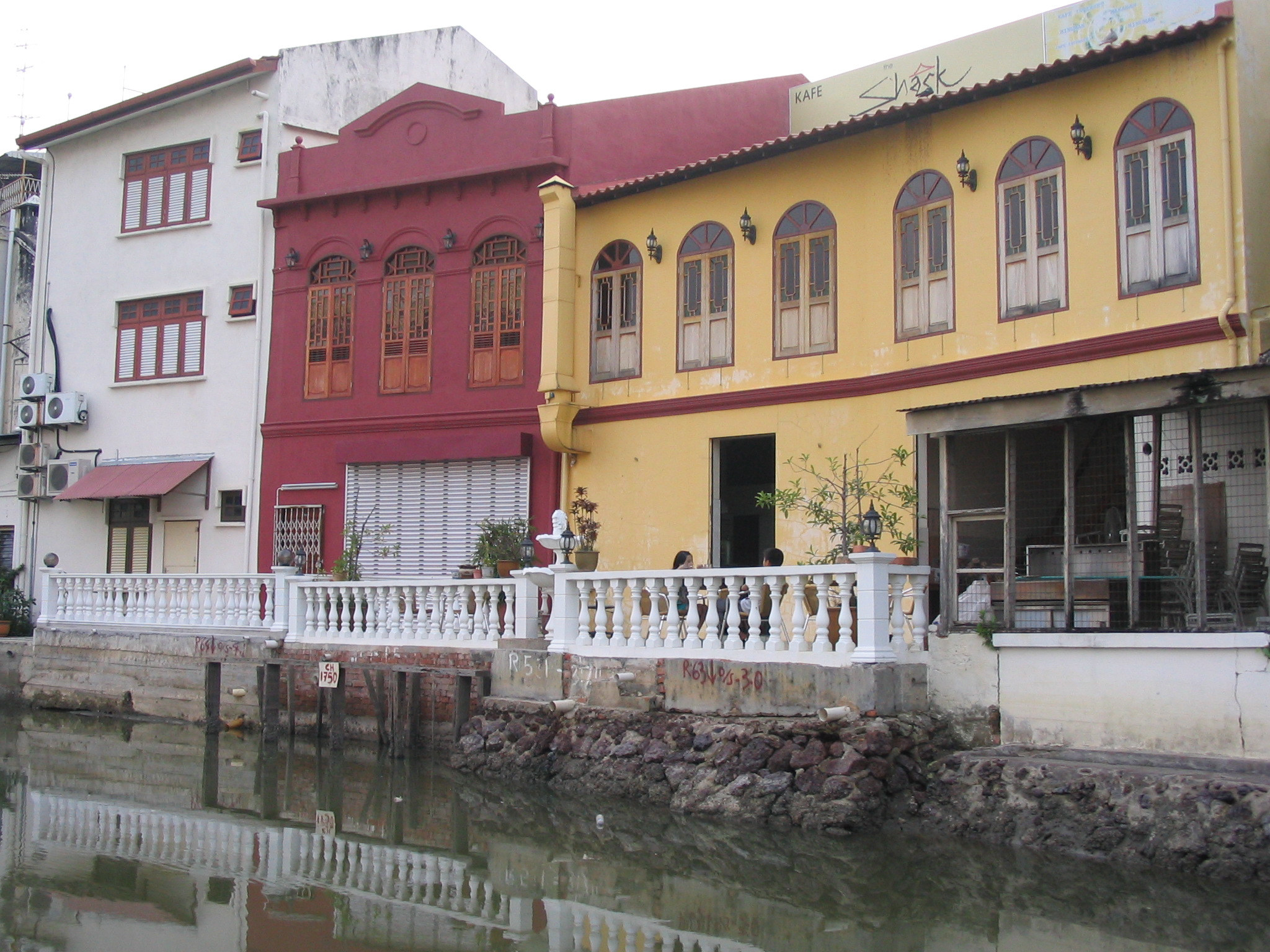
Hus vid floden
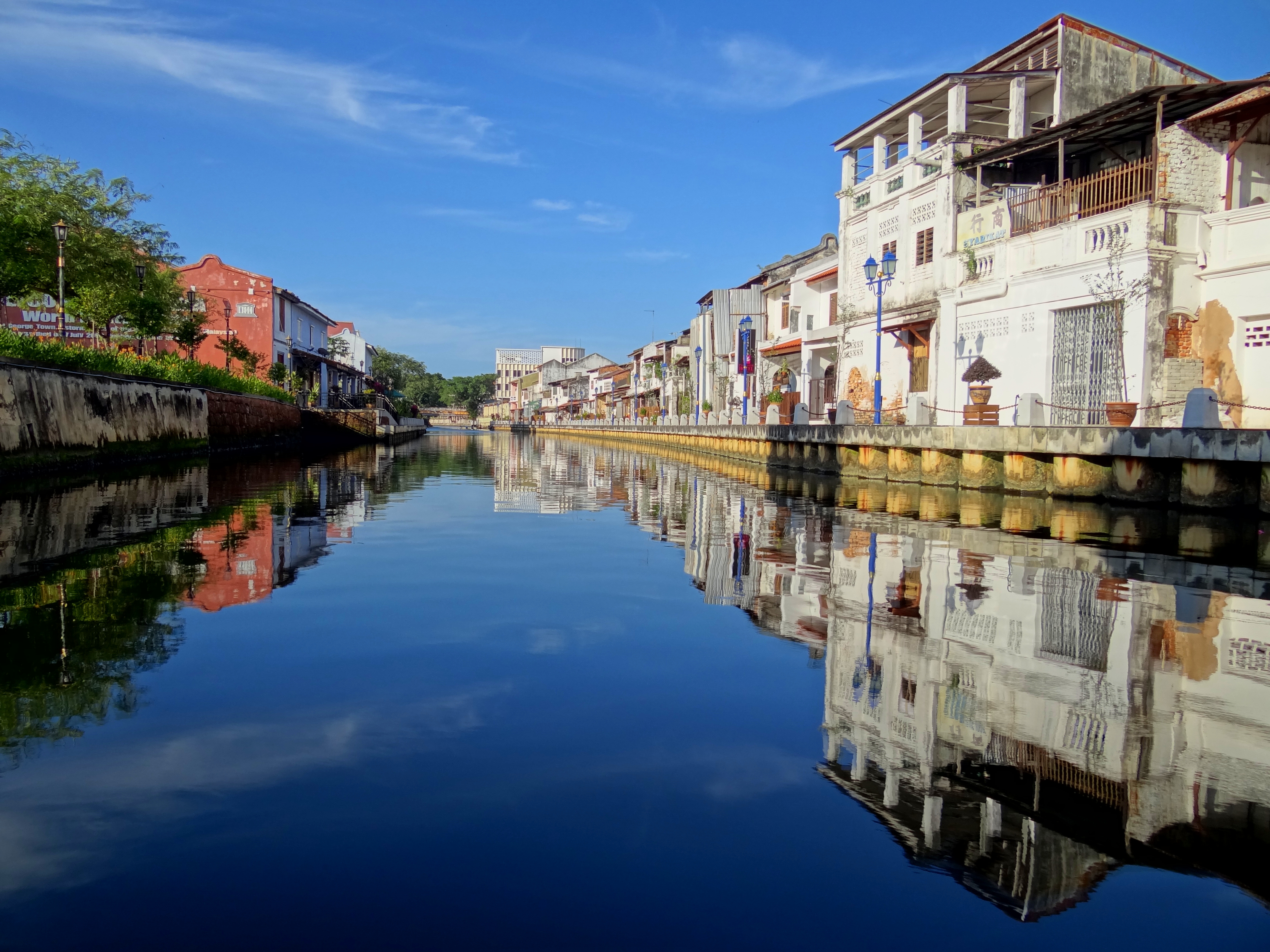
Strandpromenad
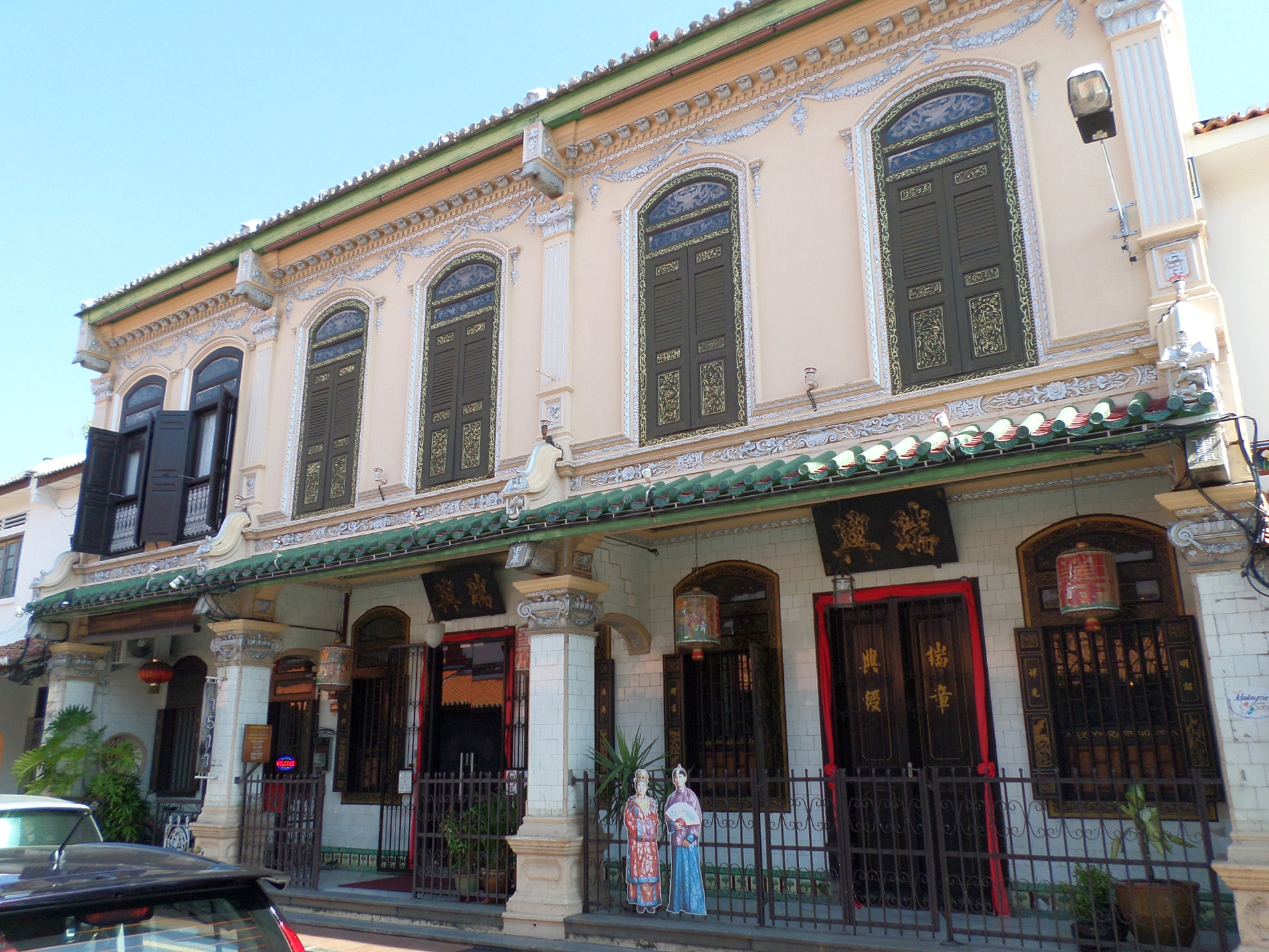
Baba-hus
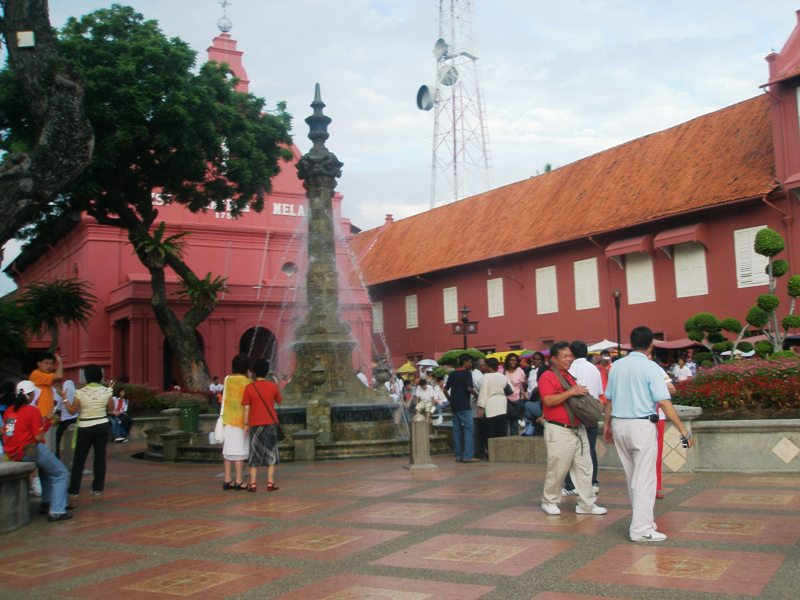
Stadhuys Square